# Bendaoud ben al-Ghazwani al-Smiri
Bendaoud ben al-Ghazwani al-Smiri (Arabisch: بن داوود بن الغازواني السُمَيْري) was een Marokkaanse verzetsstrijder en leider van de Bani Smir-stam. Hij speelde een prominente rol tijdens de opstand van Oued Zem op 20 augustus 1955, die wordt beschouwd als een belangrijk keerpunt in de Marokkaanse strijd voor onafhankelijkheid van het Franse protectoraat.

## Achtergrond
Bendaoud stamde uit de stam van Bani Smir, een invloedrijke groep in de regio rond Oued Zem, in het centrum van Marokko. Hij stond bekend als een lokale leider met aanzien en had zowel politieke als morele invloed binnen zijn gemeenschap. Zijn betrokkenheid bij het verzet tegen het Franse koloniale gezag kwam voort uit de bredere context van onvrede onder de Marokkaanse bevolking in de jaren voorafgaand aan de onafhankelijkheid.

## De opstand van 1955
Op 20 augustus 1955, precies twee jaar na de ballingschap van sultan Mohammed V door de Franse autoriteiten, brak er een gewelddadige opstand uit in Oued Zem. De datum was symbolisch gekozen en viel samen met wat later bekend zou worden als de Revolutie van de Koning en het Volk (Thawrat al-Malik wa al-Sha'ab).
Bendaoud ben al-Ghazwani leidde een aanval op Franse belangen in de stad. Tijdens deze acties kwamen ten minste vijf Franse burgers om het leven. De opstand werd kort daarna hard neergeslagen door het Franse leger, waarbij honderden Marokkaanse burgers omkwamen en grote delen van Oued Zem werden verwoest.

## Dood en nalatenschap
Volgens ooggetuigen en historische verslagen weigerde Bendaoud zich over te geven aan de Franse troepen en bleef hij zich tot het einde verzetten. Hij overleed kort na of tijdens de militaire vergeldingsactie.
In Marokko wordt Bendaoud ben al-Ghazwani herdacht als een martelaar (shahid) van de onafhankelijkheidsstrijd. Zijn naam wordt genoemd in lokale herdenkingen en in mondelinge geschiedenissen van het verzet in de provincie Khouribga.